# Szkíták a Bibliában

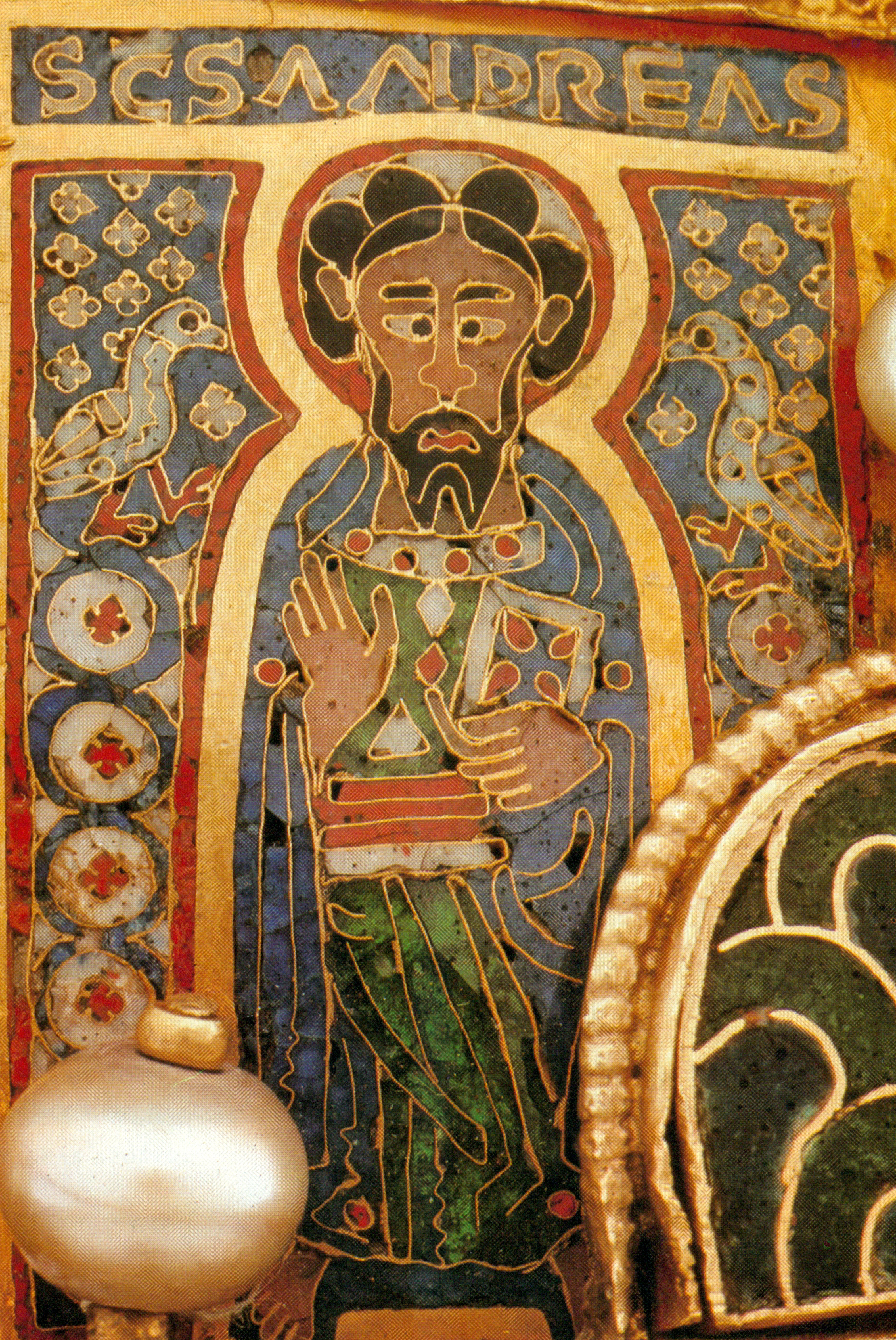
András, a szkítákhoz kiküldött a Szent Korona egyik zománcképén

Szerepelnek a szkíták mind az Ó-, mind az Újszövetségben. Nevük az Ószövetség könyveiben Aškuz (אשכנו: ’aškūz), illetve rontott alakban Aškenáz (אשכנז: ’aškənaz). Megjelennek a deuterokanonikus könyveknek nevezett iratokban is. Az Újszövetség pedig a megtért népek példájaként, a barbár (idegen, illetve nem keresztény) ellentéteként említi őket.

## A történelmi valóság
A Szentírásban – néhány később említendő kivételtől eltekintve – a kelet-európai szkíták szövetségéről – urartui feliraton Išqigulu, asszír ékiratos táblákon Aškuza, Iškuza, görög és latin forrásokban Szküthoi (Σκυθοι), illetve Scythae – esik szó. E szövetség képviselői hatoltak be – előőrseik az i. e. 8. század elején, nagyobb csapatuk i. e. 700. körül – a Kaukázuson túli területekre. Az Araksz, illetve a Kura folyó völgyében, valamint az Urmia-tó környékén ütöttek tanyát. Jelenlétük a környék földrajzi neveiben is nyomokat hagyott.
A szkíták az asszírok szövetségeseként huszonnyolc éven át uralták a médek országát (Szüromedia: Συρομεδια – a mai Kermánsáh és Kurdisztán tartomány). Az Asszír Birodalom összeomlása után derékhaduk visszatért a kelet-európai pusztára, és a Kaukázus északi előterében, a Kubán és mellékfolyóinak völgyében telepedett le. Szkítáink a magukkal ragadott méd népességnek (szarmatai: Σαρμαται, szauromatai: Σαυρομαται, szürmatai: Συρμαται) a Dontól keletre jelöltek ki lakóhelyet. A szóban forgó irániak neve később átszállott az általuk lakott tartományra (Sarmatia), és az i. e. 2. században a kelet-európai pusztán felbukkanó, Közép-Ázsiából kivándorló szkíta alánokra is ráragadt.
A szkíták kisebb csoportjai nem tértek vissza Kelet-Európába. Méd és asszír kötelékekkel megerősítve hadi vállalkozásokba fogtak. Az egyik szkíták vezette csapat (i. e. 625–610. között) Egyiptom felé indult, I. Pszammetik fáraó azonban ajándékokkal és könyörgésekkel rávette őket a visszavonulásra.
„Innen Egyptom ellen indultak; és midőn a palestinai Syriában voltak, Psammetich, Egyptom királya, elejökbe menvén, ajándokok és kérelmek által rábeszélte őket, hogy ne induljanak tovább. Midőn visszatérvén Syriának Ascalon városában találkoztak, a scythák többsége kártétel nélkül elvonula, de kevesen közölök hátrahagyatva, kirabolták az uránai Aphrodite templomát. Ezen templom pedig, a mint tudakozva találom, legrégibb mind azon templomok közől, melyek ezé az istennőé. Mert a Cyprusbani templom innen lett, valamint magok a Cyprusbeliek mondják; és a Cytherábanit a Phöniciaiak épitették, kik ezen Syriából valók. A scythákra pedig, kik Ascalonban kirabolták a templomot és ezeknek mindenkori utódaikra asszonyi betegséget bocsájtott az istennő. A scithák t. i. mondják, hogy azok azért betegeskednek s hogy a scytha országba érkezők látják náluk, minő állapotban vannak azok, kiket a scythák Enareseknek neveznek.” – Hérodotosz, I. könyv, 105. szakasz (Télfy János fordítása).
A másik csapat, mely szkíták uralta asszírokból (leukoszürioi) állott, letelepedett Észak-Anatóliában, Paphlagónia és Pontosz tartomány között, a mai Zile (egykor Zila) város környékén. Az Araksz folyó völgyében, illetve a mai Gjumri város környékén is visszamaradtak szkíta csoportok. Róluk szküthenoi, szküthinoi néven emlékeznek meg forrásaink. A Tabula Peutingeriana, illetve Abraham Ortelius térképein paralocae scythae néven szerepelnek. Utoljára az i. e. 5. és 4. század fordulóján hallunk róluk. Lakóhelyük környékéről említi Sztrabón, illetve Pszeudo-Orpheusz az iráni szigünnákat, illetve egyik csoportjukat. (Apollóniosz Rhodiosz, Ktésziasz munkájára hivatkozva, Egyiptomból is jelez egy Szigünnosz nevű várost és szigünnoi népet.) Hérodotosz szerint Lüdiában is menedékre talált egy szkíta csoport stb.

## Szkíták az Ószövetségben
Mózes első könyve (10: 3) – hasonlóképpen A krónikák első könyve (1: 6) – Gómer fiának nevezi a szkíták bibliai ősét: „A Gómer fiai pedig: Askhenáz, Rifáth, és Tógármah.” Askenáz tehát Gómer legidősebb fia, ez pedig Jáfeté, aki Noé legkisebb fia. Askenáz leszármazottai pedig a szkíták.
Iosephus Flavius ezzel szemben a szkíták ősapjának Mágogot, Jáfet második fiát, Gómer fivérét jelöli ki: „… Mágog pedig a róla elnevezett mágogokat alapította, kik magukat szkítáknak nevezik.”
Hippolütosz munkájában Askenáz a szarmaták ősapja. Szerzőnk itt szinte bizonyosan a szkíta alánokra hivatkozik. Az ő idejében ugyanis a „szkíták”, azaz a királyiak országának nagy részét az alánok foglalták el. Annál is valószínűbb e feltételezés, mivel Hippolütosz művében a szauromaták (vagyis az „igazi” szarmaták, a méd származású irániak) külön szerepelnek.
Jeremiás könyve több ízben is hivatkozik a szkítákra. Egy alkalommal (51: 27) név szerint említi őket, általában azonban fenyegető északi veszedelemként stb. céloz rájuk (1: 13–16; 4: 6–13; 5: 15–17; 6: 22–23).
„Ímé, én hozok reátok messzünnen való nemzetet, oh Izráel háza! ezt mondja az Úr. Kemény nemzet ez, ős időből való nemzet ez; nemzet, a melynek nyelvét nem tudod, és nem érted, mit beszél!Tegze olyan, mint a nyitott sír; mindnyájan vitézek.És megemészti aratásodat és kenyeredet; megemészti fiaidat és leányaidat; megemészti juhaidat és ökreidet; megemészti szőlődet és fügédet; erősített városaidat, a melyekben te bizakodol, fegyverrel rontja le.” – Jeremiás könyve, 5: 15–17. (Károlyi Gáspár fordítása).
Hivatkozik a szkítákra, illetve említi a róluk elnevezett várost a Bírák könyve (1: 27), Judit könyve (3: 10), valamint a Makkabeusok második könyve (4: 47; 12: 29–31.) és a Makkabeusok harmadik könyve (7: 5) is.
Skythopolis (Bét-Seán) II. Ptolemaiosz, egyiptomi uralkodó csapataitól, pontosabban a városban állomásozó szkíta lovasságtól örökölte nevét. Ezen szkíták (i. e. 3. század) azonban nem a királyiak ivadékai voltak, hanem a közép-ázsiai szkítákat, azaz a szakákat képviselték.

## Szkíták az Újszövetségben
Pál levele a kolosszébeliekhez (3: 10–11) is megemlékezik róluk. E helyen a királyi szkítákról, illetve országukról esik szó. A királyiak az i. e. 2. században elvesztették önállóságukat: előbb a pontoszi görögök, majd a Római Birodalom fennhatósága alá kerültek. Országukban András apostol hirdette Isten igéjét, és térítő munkája nyomán a szkíták közül sokan Krisztus követői lettek. E keresztények néhány jeles képviselője – például Dionysius Exiguus – munkásságával beírta nevét az egyetemes emberi műveltség történetébe is.
„És felöltöztétek amaz új embert, melynek újulása van Annak ábrázatja szerint való ismeretre, a ki teremtette azt:A hol nincs többé görög és zsidó: körülmetélkedés és körülmetélkedetlenség, idegen, scithiai, szolga, szabad, hanem minden és mindenekben Krisztus.” – Károlyi Gáspár fordítása.